# Tompong
Das Tompong, auch Tampong, war eine Masseneinheit (Gewichtsmaß) auf Sumatra. Das Maß galt als Benzoe-Gewicht, was ein Hinweis auf die ausschließliche Ware hinweist. Benzoe ist ein gummiartiges Baumharz der auf Sumatra vorkommenden verschiedenen Benzoebäume. Der Zweitbegriff Tampong ist nicht mit dem vom Zinnmaß abhängigen Maß Tampang zu verwechseln (hierzu siehe Kip). Tampong war eine Münze.
- Sinkal 1 Tompong = 20 Cattys = 31,752 Kilogramm
- Natal 1 Tompong = 20 Cattys = 960 Thels/Thäls =  36,287 Kilogramm